# ازکیل مونوز
ازکیل مونوز (انگلیسی: Ezequiel Muñoz؛ زادهٔ ۸ اکتبر ۱۹۹۰) بازیکن فوتبال اهل آرژانتین است که در پست مدافع میانی برای باشگاه استودیانتس د لا پلاتا آرژانتین بازی می‌کند.
وی همچنین در تیم‌های ملی فوتبال زیر ۱۷ سال آرژانتین و زیر ۲۰ سال آرژانتین بازی کرده‌است.